# 세베로도네츠크

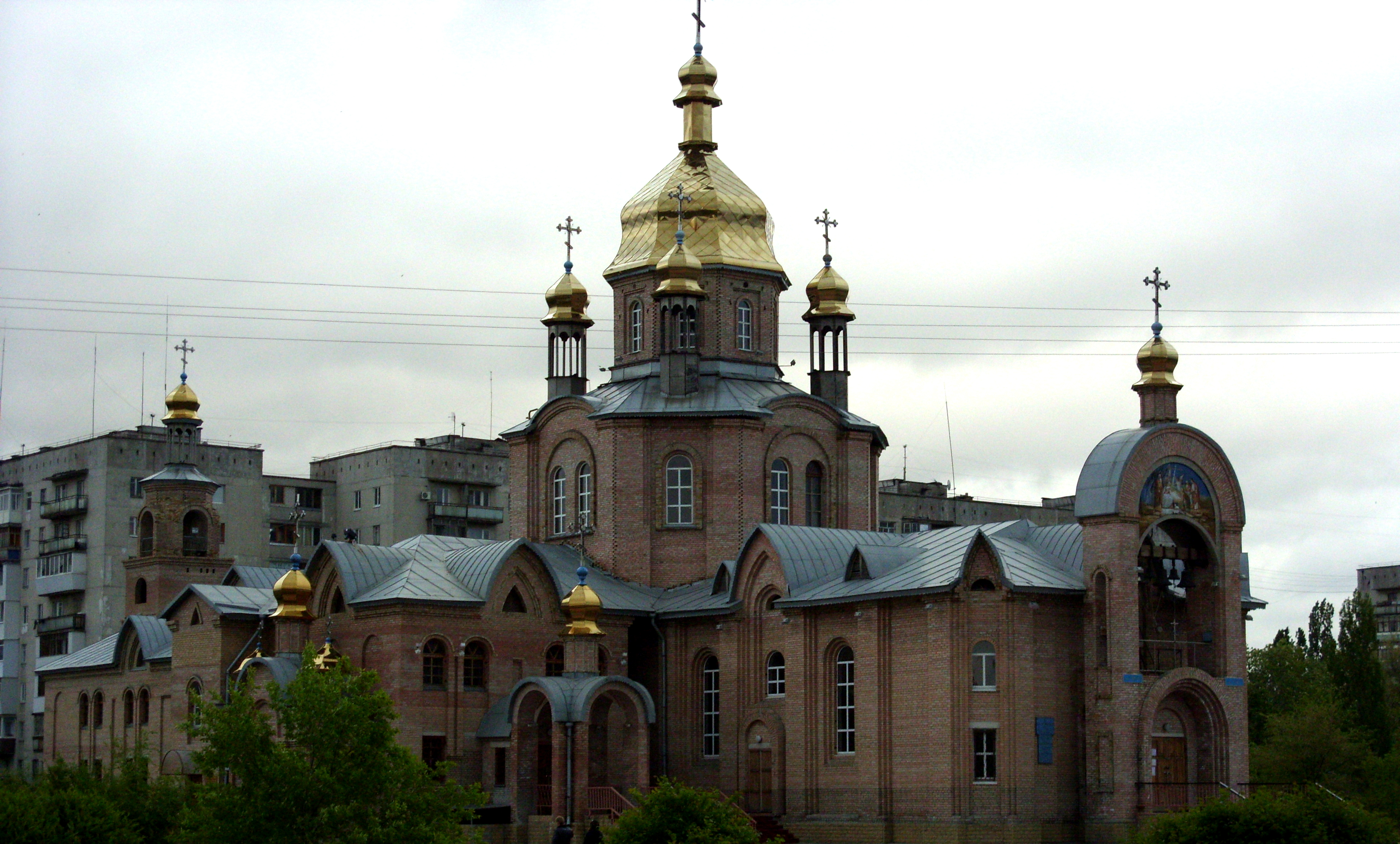
세베로도네츠크

세베로도네츠크(우크라이나어: Сіверськодонецьк, 러시아어: Северодонецк 세베로도네츠크[*])는 우크라이나 남동부 루한스크주에 위치한 도시로 면적은 42.1km2, 높이는 71m, 인구는 121,000명(2010년 기준)이다. 1950년에 신설되었으며 시로 승격된 시기는 1958년이다.
2014년에 루한스크주의 친러 세력이 루간스크 인민공화국이라는 이름으로 우크라이나로부터의 분리독립을 선언하여 루한스크를 장악하면서, 우크라이나에서는 루한스크주의 임시 주도를 세베로도네츠크에 두었다. 2022년 러시아의 우크라이나 침공이 진행 중이던 2022년 6월 25일에 러시아 연방군과 루간스크 인민공화국 군대가 세베로도네츠크를 함락시켰다.

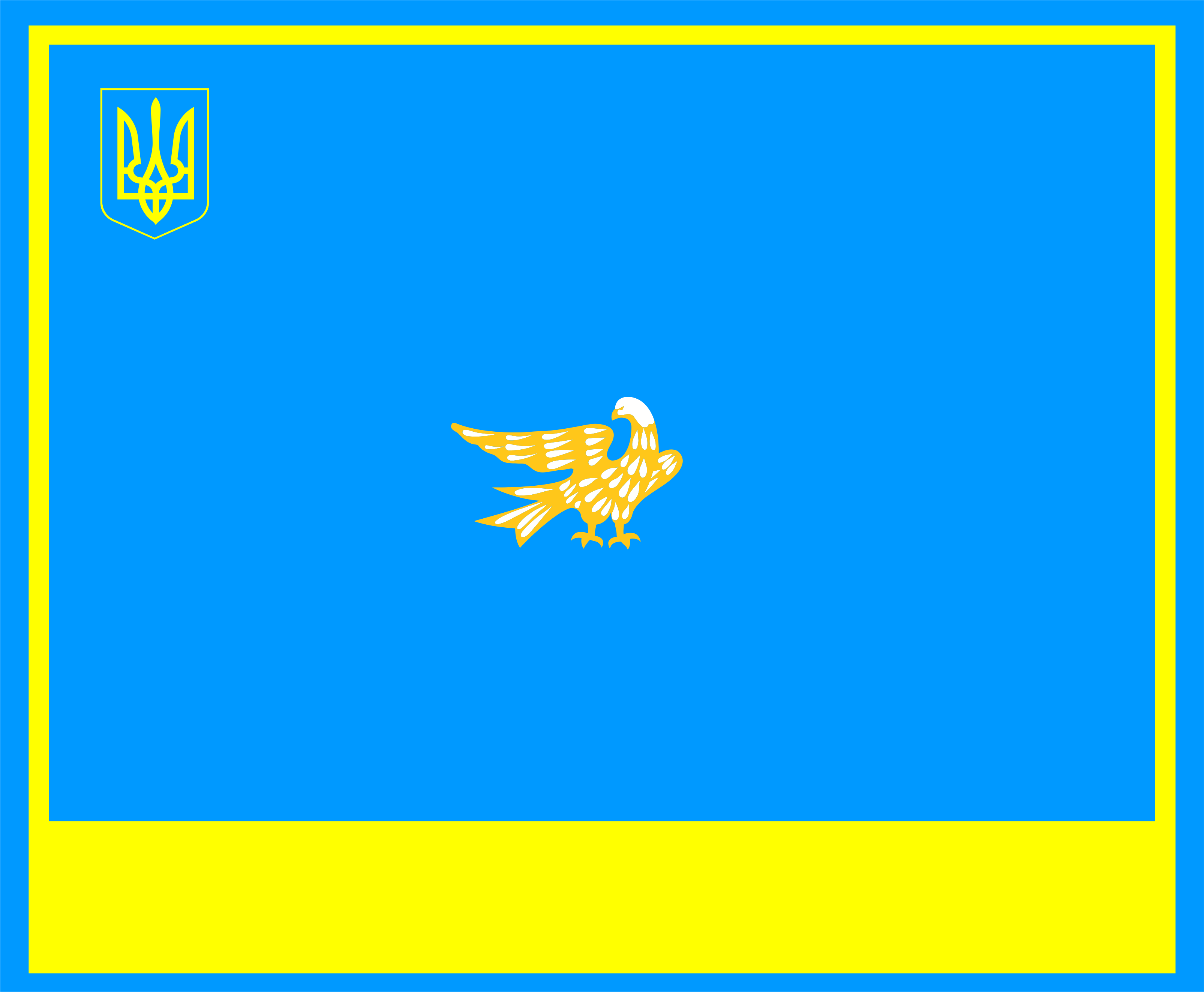
시기
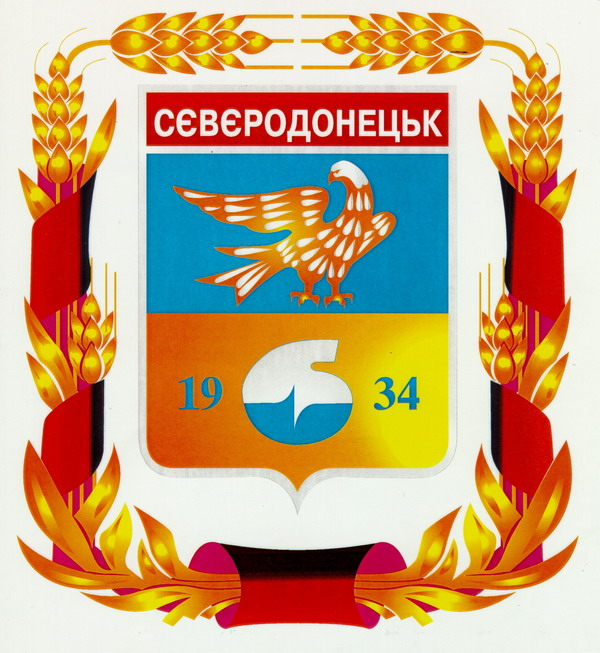
시 문장

## 인구
| 연도 | 인구   | ±%      |
| ---- | ------ | ------- |
| 1939 | 5,000  | —       |
| 1959 | 33,200 | +564.0% |
| 1970 | 90,000 | +171.1% |

| 연도 | 인구    | ±%     |
| ---- | ------- | ------ |
| 1975 | 107,000 | +18.9% |
| 1991 | 131,000 | +22.4% |
| 2009 | 121,000 | −7.6%  |